# Panicale
Panicale – miejscowość i gmina we Włoszech, w regionie Umbria, w prowincji Perugia.
Według danych na rok 2004 gminę zamieszkiwały 5332 osoby, 68,4 os./km².